# Маркиплајер
Марк Едвард Фишбак (енгл. Mark Edward Fischbach; 28. јун 1989), на интернету познатији као Маркиплајер (енгл. Markiplier), амерички је јутјубер. Пореклом је из Хонулулуа, на Хавајима. Каријеру је започео у Синсинатију, у Охају, а тренутно живи у Лос Анђелесу, у Калифорнији.
Његов канал броји преко 10,7 милијарди видео-приказа и 23,5 милиона претплатника, и тренутно је 46. најпретплаћенији канал на Јутјубу. Марк се специјализовао за облик видеа „летс плеј”, а најчешће игра видео-игре хорора преживљавања.